# Neuer Weg 38 (Quedlinburg)

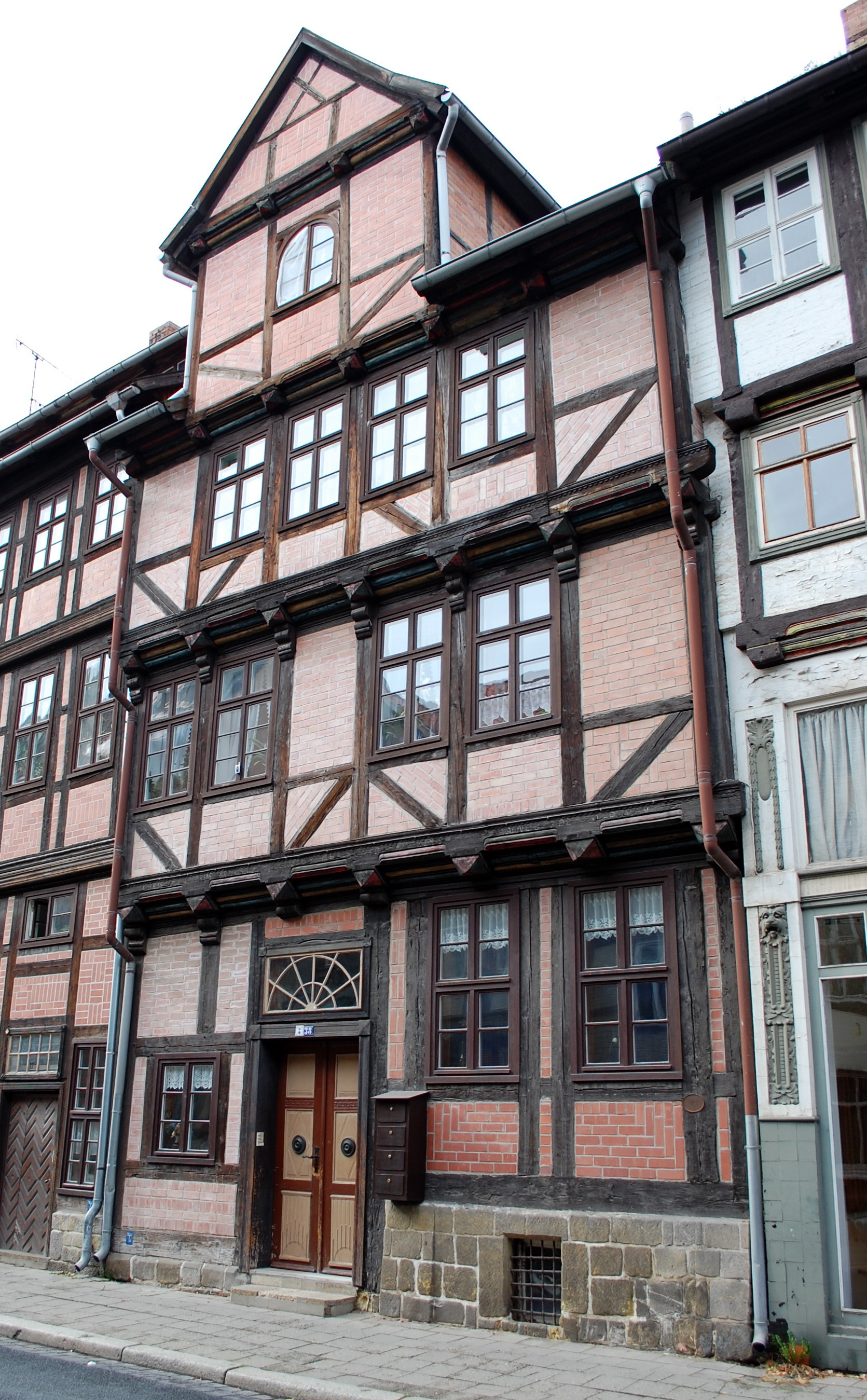
Haus Neuer Weg 38

Das Haus Neuer Weg 38 ist ein denkmalgeschütztes Gebäude in Quedlinburg in Sachsen-Anhalt.

## Lage
Es ist im Quedlinburger Denkmalverzeichnis als Kaufmannshaus eingetragen und befindet sich südlich der historischen Quedlinburger Altstadt.

## Architektur und Geschichte
Das dreigeschossige Fachwerkhaus geht in seinem Kern auf das Jahr 1702 zurück, wurde jedoch in späterer Zeit umfangreich erneuert. Das Dach wird von einem großen Zwerchhaus geprägt. Die Fachwerkfassade des Gebäudes zeigt viele für die Bauzeit typische Gestaltungselemente. So finden sich barock profilierte Füllhölzer, Schiffskehlen und Pyramidenbalkenköpfe. Sowohl an der Stockschwelle als auch am Oberlicht der Tür haben sich Inschriften erhalten. Die Haustür entstand im frühen 19. Jahrhundert in klassizistischem Stil.